# Aurelio González Isla
Aurelio González Isla (Barcelona, 1916-2009) fou enginyer de camins, canals i ports, i acadèmic numerari de la Reial Acadèmia de Ciències i Arts de Barcelona, va ser director del Port de Barcelona i el primer president de la Federació Catalana de Vela.
Va substituir Fèlix Escalas el 1964 a la Regió de Llevant i Balears de la Federació Espanyola de Clubs Nàutics, i va ser el primer president de la Federació Catalana de Vela que va sorgir com a delegació territorial de la Federació Espanyola de Vela amb seu a Barcelona l'any 1965. Va ser el dissenyador de la majoria de ports de la costa catalana durant la postguerra, etapa en la qual va sorgir la seva passió per la vela, en especial per la Flying-Dutchman, classe de la qual era un expert navegant. El 1945 va ser nomenat director del grup de ports de Tarragona a Barcelona, i el 1961, del grup de Barcelona a Girona, i es va dedicar principalment a la construcció de ports de model reduït a escala natural. Va pertànyer a organitzacions internacionals de tècnica costanera i portuària, com la PIANC (Permanent International Association Navigation Congresses), amb seu a Brussel·les, i també va ser director de la Junta d'Obres del Port de Barcelona de 1962 a 1973, època en la qual aquest va emprendre una revolucionària obra de modernització i expansió.